# Robecchia tricolor
Robecchia tricolor är en insektsart som beskrevs av Baccetti 1991. Robecchia tricolor ingår i släktet Robecchia och familjen gräshoppor. Inga underarter finns listade i Catalogue of Life.